# Isla Kapas
Isla Kapas (en malayo: Pulau Kapas) es una isla a 6 kilómetros de la costa de Terengganu, en el país asiático de Malasia. "Kapas" es la palabra malaya para el algodón. Cuenta con aguas transparentes, playas de arena blanca y selva tropical virgen. Se le considera como un "paraíso del snorkel", con varios resorts de buceo y arrecifes de coral. Es accesible en ferry desde Marang.
La temporada de lluvias en Kapas alcanza sus picos entre noviembre y marzo de cada año. La mayoría de hoteles están normalmente cerrado desde finales de octubre hasta finales de febrero por la tormentas y lluvia que pasa en esos meses .